# Arnolfo (vescovo di Bergamo)
Arnolfo, detto Archinsolo (Pavia, ... – Bergamo, dopo il 1106), è stato un vescovo cattolico italiano.

## Biografia
La famiglia di Arnolfo era di origine pavese. Figlio di Guido da Landriano personaggio di rilievo nella lotta contro i patarini della diocesi di Milano. Nominato vescovo di Bergamo in un momento in cui Enrico IV di Franconia si trovava per azioni belliche in Germania, si considera quindi che non venne nominato dal re, neppure dal clero o dal popolo bergamasco, come era d'uso, ma dal vescovo Attone di Milano, anche se in tutta la sua vita egli fu a favore dell'imperatore. Venne soprannominato Archinsolo dal significato di padrone solo di sé per le sue scelte non sempre consone al suo ruolo.
Profondamente di parte imperiale aderì allo scisma dell'antipapa Guiberto, venendo accusato di simonia quando con numerosi altri vescovi dichiarò decaduto papa Gregorio VII per questo venne scomunicato, ma continuando egli a esercitare le funzioni episcopali, venne reiterata la scomunica nel Concilio di Milano del 1098.
Dall'anno successivo la nomina di vescovo, iniziarono i suoi interessi per le miniere di argento dell'alta Val Seriana. Il 31 dicembre 1077 in presbitero Landolfo Milanese acquistò dalla vedova di Alberico da Martinenego signora Otta, il diritto sulle vene d'argento di Ardesio per cinquanta libbre di denari d'argento, il 2 gennaio 1078 le miniere risultano regalate al vescovo Arnolfo motivando questo acquisto fittizio come un remedium et mecercedem della propria anima, con la rinuncia degli eredi della vedova di eventuali diritti sulle stesse, eredi che ricevettero in dono un lanukid costituito da un croxna (una stoffa foderata di pelli) di alto valore. Il 23 dicembre 1080 risulta rogato un altro atto analogo, questa volta l'acquirente risulta essere Olrico subdiacono della chiesa di Bergamo per l'acquisto dei diritti sulla miniera d'argento di Ardesio di Ottone e Guala da Martinengo, diritti che poi saranno esercitati sempre dal vescovo.
Sebbene non cedette mai i diritti sulle miniere d'argento di Gromo e Ardesio, non fu un buon amministratore. Cercò di recuperare i territori che Ambrogio II da Martinengo aveva ceduto ai capitanei di Martinengo proseguendo quanto inutilmente il suo predecessore aveva tentato. Concesse diritti di castelli e feudi a un valore improprio, senza riuscire a riscuoterne il dovuto, così come acquistò diritti ad un costo maggiore senza poi riuscire a riscuotere un equo frodo, lasciando una diocesi più povera di quanto l'avesse trovata.
La sua soluzione compromissoria del 19 ottobre 1081 sulla conflittualità tra i Capitoli della chiesa di Sant'Alessandro e quella di San Vincenzo per ottenere la chiesa madre quale sede vescovile, fu molto compromissoria: […] per consilium clericorum, civium, extraque urben mannentium sapientium et nobilium, che dava valore al clero come ai valvassori e abitanti dei castelli intorno alla città, sarà l'inizio della creazione del consolato.
L'Arnolfo sebbene scomunicato, risulta presente sulla scena bergamasca almeno fino al 2 febbraio 1106 quando da Roma papa Pasquale II trasmette lettere alla diocesi, dove intima chiunque abbia ricevuto feudi o benefici, la loro restituzione con minaccia di scomunica. Risulta quindi che il vescovo non sia stato un buon amministratore, vendette beni della diocesi di Bergamo, ma non rinunciò mai ai diritti sulle miniere d'argento della val Seriana. Egli si mantenne ai servizi all'imperatore, anche dopo la scomunica rimanendone fedele fino alla sua morte a Corrado di Lorena e successivamente a Enrico V di Franconia. Durante la sua scomunica fu l'arciprete Alberto a reggere la diocesi di Bergamo. Conseguente a questa scomunica fu per la città, il passare dal potere vescovile legittimato dal re Berengario al vescovo Adalberto nel 904, agli idonei e boni homines, composti dalla borghesia cittadina.